# Mistrzostwa Europy w Lekkoatletyce 1954 – bieg na 3000 m z przeszkodami mężczyzn
Bieg na dystansie 3000 metrów z przeszkodami mężczyzn był jedną z konkurencji rozgrywanych podczas V mistrzostw Europy w Bernie. Biegi eliminacyjne zostały rozegrane 26 sierpnia, a bieg finałowy 28 sierpnia 1954 roku. Zwycięzcą tej konkurencji został Węgier Sándor Rozsnyói. W rywalizacji wzięło udział dwudziestu jeden zawodników z czternastu reprezentacji.

## Rekordy
| Rekord świata     | Olavi Rinteenpää (FIN) | 8:44,4 | Helsinki, Finlandia | 02.07.1953 |
| Rekord Europy     | Olavi Rinteenpää (FIN) | 8:44,4 | Helsinki, Finlandia | 02.07.1953 |
| Rekord mistrzostw | Raphaël Pujazon (FRA)  | 9:01,4 | Oslo, Norwegia      | 25.08.1946 |

## Wyniki

### Eliminacje
Bieg 1
| Miejsce | Zawodnik            | Czas   | Uwagi |
| ------- | ------------------- | ------ | ----- |
| 1       | Ernst Larsen        | 9:00,0 | Q CR  |
| 2       | Sándor Rozsnyói     | 9:01,0 | Q     |
| 3       | Pentti Karvonen     | 9:01,2 | Q     |
| 4       | Karl-Heinz Schmalz  | 9:01,8 | Q     |
| 5       | Jewgienij Kodjajkin | 9:02,2 | Q     |
| 6       | Vlastimil Brlica    | 9:05,6 | Q     |
| 7       | Curt Söderberg      | 9:12,8 |       |
| 8       | Kenneth Johnson     | 9:17,6 |       |
| 9       | Roger Deweer        | 9:30,2 |       |
| 10      | Grigore Cojocaru    | 9:31,6 |       |
| 11      | Gottfried Stäubli   | 9:32,0 |       |

Bieg 2
| Miejsce | Zawodnik          | Czas   | Uwagi |
| ------- | ----------------- | ------ | ----- |
| 1       | Wiktor Kurczawow  | 9:06,2 | Q     |
| 2       | László Jeszenszky | 9:06,2 | Q     |
| 3       | Jerzy Chromik     | 9:06,4 | Q     |
| 4       | Olavi Rinteenpää  | 9:06,8 | Q     |
| 5       | John Disley       | 9:13,6 | Q     |
| 6       | Helmut Thumm      | 9:14,4 | Q     |
| 7       | Abdullah Kökpinar | 9:32,8 |       |
| 8       | Gunnar Tjörnebo   | 9:36,2 |       |
| 9       | Arthur Huber      | 9:45,4 |       |
| 10      | Augusto Silva     | 9:56,4 |       |

### Finał
| Miejsce | Zawodnik            | Czas   | Uwagi       |
| ------- | ------------------- | ------ | ----------- |
| 1       | Sándor Rozsnyói     | 8:49,6 | [ b ] [ 1 ] |
| 2       | Olavi Rinteenpää    | 8:52,4 |             |
| 3       | Ernst Larsen        | 8:53,2 | NR          |
| 4       | Pentti Karvonen     | 8:55,2 |             |
| 5       | László Jeszenszky   | 8:59,4 |             |
| 6       | Wiktor Kurczawow    | 9:00,2 |             |
| 7       | Vlastimil Brlica    | 9:03,6 | NR          |
| 8       | Jewgienij Kodjajkin | 9:07,4 |             |
| 9       | Helmut Thumm        | 9:07,6 |             |
| 10      | John Disley         | 9:07,6 |             |
| 11      | Karl-Heinz Schmalz  | 9:15,6 |             |
| –       | Jerzy Chromik       | DNS    |             |